# نبرد آبنسبرگ
نبرد آبنسبرگ نبردی در روز ۲۰ آوریل سال ۱۸۰۹ بین نیروهای فرانسوی-آلمانی به رهبری ناپلئون بناپارت در مقابل نیروهای امپراتوری اتریش بود که در جنوب غربی آبنسبرگ در پادشاهی بایرن به وقوع پیوست و با پیروزی نیروهای فرانسوی-آلمانی به پایان رسید.
هنگامی که نیروهای امپراتوری فرانسه درگیر نبرد در اسپانیا بودند، امپراتوری اتریش برای چهارمین بار از سال ۱۷۹۲ وارد جنگ با این کشور شد. آرشیدوک کارل لودویگ، برادر امپراتور فرانتس یکم، با ۲۰۰ هزار نفر نیرو باز سازماندهی‌شده از روز ۱۰ آوریل سال ۱۸۰۹ شروع به گذر از رود این و ورود به خاک پادشاهی بایرن، متحد فرانسه، کرد تا سپاه ۳ فرانسه به فرماندهی مارشال لوئی-نیکولا داوو را در رگنسبورگ به محاصره بیندازد. داوو با دریافت خطر، ۳۰ کیلومتر به سمت جنوب غربی پیش رفت تا روز ۱۹ آوریل به سپاه ۷ فرانسه به فرماندهی مارشال فرانسوا ژوزف لوفور در آبنسبرگ ملحق شود. در این حین ناپلئون بناپارت شتابان به سمت موقعیت رهسپار شد تا خود شخصاً فرماندهی را به دست بگیرد. او روز ۲۰ آوریل سپاهی به فرماندهی مارشال ژان لان به توان ۲۵ هزار نفر سمت جنوب آبنسبرگ گسیل کرد. با یورش سخت این نیرو به مرکز ارتش دشمن، جناح راست اتریشی‌ها به سمت اگمول و جناح چپ آن‌ها به سمت لاندس‌هوت در جنوب عقب‌نشینی نمودند. درحالیکه تلفات فرانسوی‌ها اندک بود، اتریشی‌ها ۲۷۰۰ کشته و ۴۰۰۰ اسیر دادند.